# Batalha de Tamarón
A Batalha de Tamarón foi um confronto militar em 1037 entre as tropas do rei leonês Bermudo III e as do rei de Castela Fernando I.
As várias versões dos feitos diferem tanto nas datas (1 de Setembro ou 4 de Setembro), como no local da batalha (Tamarón (Burgos) ou Támara de Campos (Palencia)).
De qualquer modo, a batalha teve como cenário a Tierra de Campos, territórios entre o rio Cea e o rio Pisuerga disputados entre Leão e Castela desde o século IX, zona essa que havia sido incorporada em Castela no tempo de Sancho Garcês III, o Grande, e Bermudo queria recuperá-las. Fernando I, por seu lado, considerava essa zona como dote da sua esposa Sancha, irmã do rei de Leão.
As tropas de Fernando I, ajudadas pelas de seu irmão, o rei de Navarra García Sánchez, venceram Bermudo III que perdeu a vida na peleja. Morto Bermudo, sem descendência, o trono passou para a sua irmã Sancha que cedeu os direitos a Fernando I, seu marido, que se coroou rei de Leão.